# Anton Jacobus Cornelis Mooy
Anton Jacobus Cornelis Mooy, beter bekend als A.J.C. Mooy of Mooij, (Amsterdam, 23 september 1878  - Amersfoort, 16 december 1941) was een Nederlands organist en componist.
Hij was zoon van orgelstemmer Wijnand Cornelis Mooy/Mooij en Meijntje de Graaff. Hijzelf was getrouwd met Jannetje Barendina Molenaar (1889-1927). Zoon Arie Mooy (Adriaan Klaas) was Engelandvaarder. 
Hij kreeg zijn orgelopleiding aan het Amsterdams Conservatorium. Hij werd vervolgens organist bij de Lutherse gemeente in Zaandam (1901-1904). In 1904 heeft hij gesolliciteerd bij de Oosterkerk Amsterdam maar de voorkeur ging uit naar Evert Cornelis. Vanaf 1904 gaf hij leiding aan de Maatschappij tot Bevordering der Toonkunst in Den Helder, maar was tevens organist bij de Hervormde gemeente in Ouderkerk aan de Amstel. Hij gaf concerten (ook op piano), voornamelijk in Noord-Holland.
Vanaf 1917 was hij organist van de Sint-Joriskerk te Amersfoort. Hij was er ook jarenlang directeur van de muziekschool en leider van een koor.  
Naar aanleiding van een val tijdens het bladschoon maken van zijn dak, werd hij opgenomen in een ziekenhuis, waar hij aan zijn verwondingen overleed. Hij werd begraven op de Begraafplaats Soesterkwartier.
Werken (alle genoemd in de Letzergids)::
- Fuga’s voor klavier
- Fantasia e fuga voor strijkorkest
- Idylle voor strijkorkest
- Fantasie en fuga in D majeur voor orgel
- cantate over evangelisch gezang 211 voor sopraan, koor en orkest

Hij schreef ook enkele kinderoperettes. 
Nederland kent sinds 1967 de Stichting Orgelfonds Mooy gevestigd in Klarenbeek, waarschijnlijk opgericht door zijn broer Wilhelm. Zij verstrekken financiële bijdragen voor renovatie en restauratie van kerkorgels binnen de PKN-kerken.